# Georg Franz von Hauer
Georg Franz Freiherr von Hauer (geboren am 11. Oktober 1780 in Düsseldorf; gestorben am 22. Juli 1844 in Koblenz) war ein preußischer Landrat und Direktor der Rheinischen Provinzial-Feuerversicherung.

## Leben
Georg Franz von Hauer entstammte dem Adelsgeschlecht Hauer aus Kurpfalz-Bayern. Seine Eltern waren der Forstmeister Ernst Freiherr von Hauer und Francisca Freiin von Hauer, geborene von Kratz. Er war katholisch und heiratete 1806 Maria Christine von Weiler (geboren ca. 1778 in Mannheim; gestorben 11. September 1838 in Koblenz), eine Tochter des kurpfälzischen Regierungs- und Oberappellationsgerichtsrates Franz Joseph von Weiler.
Nach dem Abitur studierte Georg Franz an der  juristischen Akademie Düsseldorf (1798 bis 1799) und der Georg-August-Universität Göttingen (1800 bis 1802) Rechts- und Staatswissenschaften.
In den Jahren 1802 und 1803 auf Reisen, arbeitete er anschließend in Düsseldorf an der Seite verschiedener Regierungsbeamter. Im November 1803 wurde er dann Aufhebungskommissar für das Kloster Gräfrath bei Solingen und im August 1805 für das Damenstift Gerresheim. Diese Tätigkeiten waren im Zusammenhang mit dem Reichsdeputationshauptschluss aus dem Jahre 1803 zu sehen.
1806 folgte eine Berufung zum Domänenrentmeister in Hennef an der Sieg und 1809 in gleicher Stellung in Opladen. Im April 1816 erhielt er dann die zunächst kommissarische Ernennung zum Landrat des neu errichteten Kreises Opladen, seine definitive Ernennung mit Allerhöchster Kabinettsorder folgte am 16. Januar 1817. Bei der Zusammenlegung der größten Teile des Kreis Opladen, nur ein geringer Teil gelangte zum Kreis Lennep, mit dem Kreis Solingen zum 30. Oktober 1819 blieb von Hauer im Amt und führte den neu formierten Kreis Solingen bis zum 12. Juli 1836 fort. Er wurde 1826 im Stand der Ritterschaft als stellvertretender Abgeordneter zum Provinziallandtag der Rheinprovinz gewählt und nahm 1828 am zweiten Provinziallandtag als Stellvertreter teil. 1830 bis 1833 nahm er als gewählter Abgeordneter am Landtag teil. Er war im Stand der Ritterschaft wählbar, weil er Eigentümer des Rittergutes Linnep bei Breitscheid war.
Nach Bildung der Provinicial Feuersocietät am 5. Januar 1836 auf Weisung des Königs Friedrich Wilhelm III. wurde von Hauer als Landrat in Opladen deren erster Direktor. Die Direktion nahm mit seinem Abschied aus dem Kreis Solingen im Juli 1836 ihren Sitz in Koblenz bei dem dortigen Oberpräsidium der Rheinprovinz. Hauer blieb in dieser Stellung bis zu seinem Tod 1844. Als Nachfolger war von 1845 bis 1872 Clemens August Freiherr von Waldbott-Bassenheim-Bornheim (1803–1872) tätig. Die Direktion bestand zu Beginn nur aus dem Direktor selbst, einem Inspektor und einem Rendanten.
Bereits 1834 verfasste von Hauer eine Schrift betreffend einer Bahntrasse durch das Wuppertal zur Erschließung der dortigen Industrien. Dieses zukunftsweisende Interesse zog sein Engagement bei der Rhein-Weser-Eisenbahn-Gesellschaft nach sich, deren Direktorium er vom 11. Oktober 1837 bis zum 19. Juni 1838 angehörte.
1827 wurde er mit dem Roten Adlerorden 3. Klasse und 1842 mit dem Roten Adlerorden mit Schleife ausgezeichnet.

## Schriften
- Statistische Darstellung des Kreises Solingen im Regierungsbezirk Düsseldorf. Ein Beitrag zur praktischen Verwaltungskunde. Buchhandlung von M. DuMont-Schauberg, Köln 1832
- Ueber eine allgemeine Communal-Verfassung der Rheinprovinz in Verbindung mit der revidirten Städte-Ordnung vom 17. März 1831, 1833
- Über die Richtung der projektirten westphälisch-rheinischen Eisenbahn durch den Bezirk der bergischen Eisen- und Stahlfabriken und das untere Wupperthal nach Köln als Handschrift gedruckt bei J.P. Bachem, Köln 1834.